# Ліза Гей Гемілтон
Ліза Ґей Гемілтон (англ. Lisa Gay Hamilton; нар. 25 березня 1964) — американська акторка, продюсерка та режисерка кіно, театру та телебачення. Відома за роллю Ребеки Вашингтон в серіалі ABC «Практика» про роботу юридичної фірми в Бостоні. Також критиками добре оцінений її перформанс в кіноадаптації роману Тоні Моррісона — драмі режисера Джонатана Демме «Улюблена». Як режисер отримала премію Пібоді за свій документальний фільм «Бі:Чорна жінка говорить» про життя Бі Річардс.

## Життєпис
Ліза Гей Гемілтон народилася 25 березня 1964 у Лос-Анджелесі, штат Каліфорнія, але провела більшу частину свого дитинства у Стоуні-Брук на Лонг-Айленді, Нью-Йорк. Її батько Айра Вінслоу Гамільтон, родом з Бессемер Алабама, та мати Елеонора Альбертіна «Тіна», родом з Меридіан Міссісіпі, здобули вищу освіту в історичних коледжах для афроамериканців. Батько Айра, пропрацювавши інженером, став генеральним підрядником, а мати Тіна, зі ступенем магістра в сфері соціальних проблем, багато років пропрацювала зі скаутами.
Поступивши в Університет Карнегі-Меллон Ліза Гей Гемілтон почала вивчати акторську майстерність, але через рік перейшла в Нью-Йоркський університет, який закінчила у 1985 році. Після закінчення університету отримала ще ступінь бакалавра мистецтв у Джульярдській школі 1989 року.

### Кар'єра
Ліза Гей Гемілтон почала свою кар'єру з виступів на театральній сцені. Зіграла на майданчику шекспірівської постановки «Міра за міру» з Кевіном Кляйном, на Шекспірівському Нью-йоркському фестивалі. Також в театральних п'єсах «О'Генрі IV: частина 1 і 2», «Одне вбивство в Огайо». Ліза потрапила на Бродвеї у перший акторський склад вистави «Урок гри на фортепіано» драматурга Августа Вілсона. Ліза Гей Гемілтон отримала одну з головних ролей у телесеріалі каналу ABC «Практика», яка принесла їй три номінації на премію Гільдії кіноакторів США. Ліза Гей Гемілтон зіграла, щонайменше, у двох десятках фільмів.

### Особисте життя
У серпні 2009 року Ліза Гей Гемілтон вийшла заміж за свого партнера, автора Робіна Д. Келлі. Разом з чоловіком мешкає у Лос-Анджелесі, Каліфорнія.

## Фільмографія

### Акторка
| Рік       |    | Українська назва          | Оригінальна назва                 | Роль                             |
| --------- | -- | ------------------------- | --------------------------------- | -------------------------------- |
| 1995      | ф  | 12 мавп                   | Twelve Monkeys                    | Тедді                            |
| 1997      | ф  | Джекі Браун               | Jackie Brown                      | Шеронда                          |
| 1998      | ф  | Гелловін: 20 років потому | Film                              | Ширлі «Ширл» Джонс (озвучка)     |
| 1998      | ф  | Кохана                    | Beloved                           | юна Сетч                         |
| 2005      | с  | Швидка допомога           | ER                                | Надін Гопкінс                    |
| 2005      | ф  | Дев'ять життів            | Nine Lives                        | Голлі                            |
| 2006      | с  | Без сліду                 | Without a Trace                   | Шеріз Гіббса                     |
| 2007      | с  | 4исла                     | Numb3rs                           | Сарі Кіншаса                     |
| 2008      | ф  | Список контактів          | Deception                         | детектив Руссо                   |
| 2009      | ф  | Соліст                    | The Soloist                       | Дженніфер Еліс                   |
| 2011      | ф  | Укриття                   | Take Shelter                      | Кендра                           |
| 2011      | ф  | Красуня і чудовисько      | Beastly                           | Дзола Девіс                      |
| 2012      | с  | Саутленд                  | Southland                         | Мелані                           |
| 2013      | с  | Анатомія Грей             | Grey's Anatomy                    | Доктор Конні Райана              |
| 2013      | ф  | Піти за сестер            | Go for Sisters                    | Берніс                           |
| 2013      | ф  | Життя короля              | Life of a King                    | Шейла                            |
| 2014      | с  | Грімм                     | Grimm                             | Долорес Піттман                  |
| 2014      | с  | Скандал                   | Scandal                           | посол                            |
| 2014      | тф |                           | Line of Sight                     | Рубі Дженсен                     |
| 2016      | с  | Картковий будинок         | Scandal                           | Селія Джонс (4 епізоди)          |
| 2016      | ф  |                           | Indiscretion                      | Карен Ваєтт                      |
| 2016      | с  | Шанс                      | Chance                            | Сьюзен Сільвер (6 / 10 епізодів) |
| 2016      | с  | Реанімація                | Code Black                        | д-р Кім Керрі (1 епізод)         |
| 2016      | тф |                           | The Wilding                       | Емілі Бергом                     |
| 2018      | с  | Елементарно               | Elementary                        | п/п-к Робін Дікінс (1 епізод)    |
| 2018      | ф  | Гарний хлопчик            | Beautiful Boy                     | Роза                             |
| 2018      | с  | Перші                     | The First                         | Кайла Прайс (8 епізодів)         |
| 2018      | ф  | Влада                     | Vice                              | Кондоліза Райс                   |
| 2019      | с  | Чорний список             | The Blacklist                     | д-р Грей (1 епізод)              |
| 2019      | ф  | До зірок                  | Ad Astra                          | генерал-ад'ютант Амелія Вогель   |
| 2019      | ф  |                           | The Last Full Measure             | Селія О'Ніл                      |
| 2018—2019 | с  |                           | Sorry for Your Loss               | Боббі Грір (4 епізоди)           |
| 2019      | тф |                           | Ghosting: The Spirit of Christmas | Деб                              |
| 2021      | с  | Це — ми                   | This Is Us                        | Aunt Mae                         |
| 2021      | с  | Новобранець               | The Rookie                        | Henry's Doctor                   |
| 2022      | с  | Вибула                    | The Dropout                       | Judith Baker                     |
| 2022      | с  | -                         | Winning Time                      | Christine Johnson                |
| 2022      | с  | Лінкольн для адвоката     | The Lincoln Lawyer                | Mary Holder                      |
| 2023      | ф  | Бугімен                   | The Boogeyman                     | доктор Веллер                    |

### Режисерка та продюсерка
- 2003 — «Бі:Чорна жінка говорить»

## Премії та номінації
- 2005 — Міжнародний кінофестиваль у Локарно, Срібний леопард за найкращу жіночу роль у фільмі «Дев'ять життів»